# Långa mosse
Långa mosse är en sjö i Kungsbacka kommun i Halland och ingår i Viskan-Rolfsåns kustområde.